# Моленвард

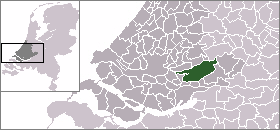
Расположение общины Моленвард на карте Нидерландов

Моленвард (нидерл. Molenwaard) — бывшая община в западной части Нидерландов, в юго-восточной части провинции Южная Голландия. Появилась 1 января 2013 года в результате слияния общин Графстром, Лисвелд и Ньив-Леккерланд. 1 января 2019 года Моленвард объединилась с Гиссенланденом, и с тех пор они вместе образуют общину Моленланден.
Общину относили к так называемому библейскому поясу, с доминированием конфессиональных партий в политике.
Моленвард лежит около 1,5 м ниже уровня моря. Он граничит с рекой Лек на севере и рекой Норд на западе (только небольшая часть). На территории общины протекают реки Графстром и Алблас.
Моленвард можно охарактеризовать как ландшафт польдеров — обширных пастбищ в проходимых канавах и каналах. На крайнем северо-западе общины можно найти знаменитые ветряные мельницы Киндердайк.